# 金田利子
金田 利子（かねだ としこ、1938年 - ）は、児童発達学者、静岡大学名誉教授。

## 来歴
大阪府生まれ。1966年お茶の水女子大学大学院家政学研究科児童学専攻修士課程修了。県立新潟女子短期大学講師、日本福祉大学助教授、静岡大学教育学部教授（児童発達学）。2002年定年退官、名誉教授、白梅学園大学教授、2010年同朋大学教授、2011年名古屋芸術大学教授。

## 著書
- 『乳幼児保育論』有斐閣双書 1973
- 『新しい発達観と教育』明治図書出版 1978
- 『親心の歳時記』静岡新聞社 1984
- 『生活主体発達論 生涯発達のパラドックス』三学出版 2004

### 共編著
- 『ゆれうごく家族 地域は子どもをどう支えるか』杉浦一枝、田中和吉、外山知徳、山脇貞司共編 ミネルヴァ書房 1985
- 『母子関係と集団保育 心理的拠点形成のために』柴田幸一・諏訪きぬ共編著 明治図書出版 1990
- 『生活者としての人間発達』共編著 家政教育社 1995
- 『「保育の質」の探究 「保育者-子ども関係」を基軸として』諏訪きぬ,土方弘子共編著 ミネルヴァ書房 2000
- 『4歳児の自我形成と保育 あおぞらキンダーガーデン・そらぐみの一年』岡村由紀子共著 ひとなる書房 年齢別・保育研究 2002
- 『育てられている時代に育てることを学ぶ』編著 新読書社 2003
- 『家族援助を問い直す』齋藤政子共編著 同文書院 保育・教育ネオシリーズ 2004
- 『地域で親子をどう支えるか 発達相談を通して見えて来るもの』静岡発達科学研究会編 監修 三学出版 2004
- 『保育小辞典』宍戸健夫,茂木俊彦共監修 大月書店 2006
- 『保育内容・人間関係』齋藤政子共編著 同文書院 保育・教育ネオシリーズ 2006
- 『世代間交流効果 人間発達と共生社会づくりの視点から』草野篤子,間野百子,柿沼幸雄共編著 三学出版 2009
- 『世代間交流学の創造 無縁社会から多世代間交流型社会実現のために』草野篤子,柿沼幸雄,藤原佳典,間野百子共編著 あけび書房 2010
- 『保育と家庭科 あたたかい子育て社会をつくるために』草野篤子,林薫,松本園子共編 ななみ書房 2014

## 論文
- Cinii